# Iwaniska (gmina)
La gmina d'Iwaniska est une commune rurale de la voïvodie de Sainte-Croix et du powiat d'Opatów. Elle s'étend sur 105,03 km2 et comptait 7 107 habitants en 2006. Son siège est le village d’Iwaniska qui se situe à environ 14 kilomètres au sud-ouest d’Opatów et à 50 kilomètres à l'est de Kielce.

## Villages
La gmina d'Iwaniska comprend les villages et localités de Boduszów, Borków, Dziewiątle, Garbowice, Gryzikamień, Haliszka, Iwaniska, Jastrzębska Wola, Kamieniec, Kamienna Góra, Kopiec, Krępa, Kujawy, Łopatno, Marianów, Mydłów, Nowa Łagowica, Planta, Podzaldów, Przepiórów, Radwan, Skolankowska Wola, Sobiekurów, Stara Łagowica, Stobiec, Tęcza, Toporów, Ujazd, Wojnowice, Wygiełzów, Wzory, Zaldów et Zielonka.

## Gminy voisines
La gmina d'Iwaniska est voisine des gminy de Baćkowice, Bogoria, Klimontów, Łagów, Lipnik, Opatów et Raków.